# Masatoshi Matsuda
Masatoshi Matsuda (japanisch 松田 正俊 Matsuda Masatoshi; * 4. September 1980 in der Präfektur Chiba) ist ein ehemaliger japanischer Fußballspieler.

## Karriere
Matsuda erlernte das Fußballspielen in der Schulmannschaft der Funabashi High School. Seinen ersten Vertrag unterschrieb er 1999 bei den FC Tokyo. Der Verein spielte in der zweithöchsten Liga des Landes, der J2 League. Im August 1999 wurde er an den Drittligisten Yokohama FC ausgeliehen. 1999 wurde er mit dem Verein Meister der Japan Football League. 2000 kehrte er zu FC Tokyo zurück. Im September 2001 wurde er an den Zweitligisten Ventforet Kofu ausgeliehen. Für den Verein absolvierte er 12 Spiele. 2002 kehrte er zu FC Tokyo zurück. 2003 wechselte er zum Zweitligisten Montedio Yamagata. Für den Verein absolvierte er 14 Spiele. 2005 wechselte er zum Ligakonkurrenten Kyoto Purple Sanga. 2005 wurde er mit dem Verein Meister der J2 League und stieg in die J1 League auf. Für den Verein absolvierte er 33 Spiele. Danach spielte er bei den TDK (heute: Blaublitz Akita) und Tochigi SC. Ende 2013 beendete er seine Karriere als Fußballspieler.